# Демархія
Демархія (англ. demarchy) — термін, який зараз уживається для позначення демократії, яка реалізується через обрання лідерів та політичного курсу за допомогою жеребкування. Впроваджений австралійським філософом Джоном Бернгаймом 1985 року. В англійській мові також зветься «sortition» («жеребкування») і «lottocracy» («лотовладдя»).

## Історія
У Давній Греції «демархією» (δημαρχία, букв. — «народоправління») звалося народне представництво, а також посада демарха (правителя округа (деме), народного трибуна). Первісно це слово значило теж саме, що й «демократія» («народовладдя»). Пізніше «демархіями» стали називати міські муніципалітети.